# Nominalkvot
Nominalkvot är ett värde som ger en fingervisning om hur informationstät en text är.
Enkel nominalkvot räknas ut genom att man delar antalet substantiv (det vill säga man använder inte alla nominaler såsom pronomen etcetera) med antalet verb.
Full nominalkvot räknas ut genom: (antal substantiv + prepositioner + particip) / (antal pronomen + verb + adverb)
Texter med låg nominalkvot är ofta talspråkliga och framåtdrivande. Texter med hög nominalkvot är informationstäta, skriftspråkliga och tar lång tid att läsa. En normaltext har en nominalkvot på ungefär 1.